# Patricia Blomfield Holt
Pour les articles homonymes, voir Blomfield et Holt.
Patricia Blomfield Holt (15 septembre 1910 – 5 juin 2003) est une compositrice, pianiste et professeur de musique canadienne. Membre associés du Centre de musique canadienne et membre de l’Association of Canadian Women Composers, ses œuvres ont été jouées par des ensembles musicaux à travers l'Amérique du Nord et en Europe. En 1938, elle a remporté le Vogt Society Award de la meilleure composition pour sa Suite n°1 pour violon et piano. Ses Lyric Piece No.2 ont été enregistrées par Jeremy Findlay (en) et Elena Braslavsky (en) et sa Legend of the North Woods a été enregistrée par l'orchestre de l'Université de Calgary.

## Biographie
Née Patricia Blomfield à Lindsay, Ontario, Blomfield Holt a commencé sa carrière adolescente comme compositrice et pianiste en grande partie autodidacte. Elle entre au Conservatoire royal de musique à l'âge de 19 ans où elle étudie et enseigne simultanément pendant dix ans. Elle a été une élève de Norman Wilks, de Hayunga Carman, de Norah de Kresz et de Healey Willan. Elle a quitté le RCMT en 1939, à l'occasion de son mariage, mais y est retournée en 1954 pour enseigner l'histoire de la musique, la théorie de la musique, la composition et le piano. Elle a pris sa retraite en 1985.

## Œuvres
- Pastorale and Finale: Suite No. 1. pour piano et violon, 1936
- Lyric Piece Nos. 1 and 2 pour violoncelle et piano, 1937
- String Quartet, 1937, 1985
- String Quartet, 1956, 1985
- Suite No. 2 pour violon ou violon alto et piano, 1939
- Songs of Early Canada pour baryton, cor et orchestre à cordes (Texte de Duncan Campbell Scott (en), Susanna Moodie et Marjorie Pickthall (en)), vers 1947
- Three Songs of Contemplation pour voix haute et piano (Texte  de E. J. Pratt, Marcus Adeney (de) et Amy Lowell), vers 1948
- The Birds, 1973
- Dirge and Dance pour accordéon, 1973
- Polar Chrysalis: Ten Haiku Poems pour mezzo-soprano, cor, violoncelle, piano, timbales et percussions (Texte de Claire Pratt (en)), vers 1980
- Legend of the North Woods pour orchestre, 1985
- Metamorphosis pour violon alto et piano, 1985
- Magnificat pour chœur mixte, 1986
- Set of Two pour flûte et piano, 1987
- Sonata pour violoncelle et piano, 1987
- To the Distant Shore pour orchestre, 1988, 1990
- A Song of Darkness and Light pour soprano et piano (Texte de Blomfield Holt, Bibel, anonym), 1990